# Arkera(B), Yadgir
Arkera(B) là một làng thuộc tehsil Yadgir, huyện Gulbarga, bang Karnataka, Ấn Độ.